# Encephalartos laevifolius
Encephalartos laevifolius — вид голонасінних рослин класу саговникоподібні (Cycadopsida).
Етимологія: лат. laevis — «гладкий» і лат. folius — «лист», з посиланням на відсутність запушення в порівнянні з пов'язаним видом E. lanatus.

## Опис
Рослини деревовиді; стовбур 3 м заввишки, 25 см діаметром. Листки довжиною 150 см, від синіх або срібних до синьо-зелених, тьмяні; хребет жовтуватий, прямий, жорсткий; черешок прямий, без колючок. Листові фрагменти лінійні; середні — 12–15 см завдовжки, шириною 5–7 мм. Пилкові шишки 1–6, яйцеподібні, жовті, довжиною 30–40 см, 10 см діаметром. Насіннєві шишки 1–5, яйцеподібні, жовті, довжиною 20–30 см, 15–20 см, діаметром. Насіння яйцеподібне, довжиною 25–27 мм, шириною 20–23 мм, саркотеста жовта.

## Поширення, екологія
Країни поширення: ПАР (Квазулу-Натал, провінція Лімпопо, Мпумаланга); Есватіні. Зустрічається на висотах від 950 до 1800 м над рівнем моря. Цей вид зустрічається в степових і низьких чагарниках на крутих кам'янистих схилах. Більшість займають високі місця (від 1300 до 1500 м), з частими туманами. Як і багато інших видів Encephalartos, Е. laevifolius здається, адаптовані до 3—5 річного циклу горіння. Рослини ростуть при повному сонячному світлі на луках і в чагарниках.

## Використання
Вид використовується в традиційній медицині.

## Загрози та охорона
Ознаки прибирання стовбура для народної медицини спостерігається. Крім того, Е. laevifolius знаходиться під загрозою через втрату середовища проживання, викликаного чужорідними інвазивними рослинами та лісовими плантаціями. На цей вид також різко впливає збір для декоративних цілей.